# Pittosporum resiniferum
Pittosporum resiniferum är en tvåhjärtbladig växtart som beskrevs av William Botting Hemsley. Pittosporum resiniferum ingår i släktet Pittosporum och familjen Pittosporaceae. Inga underarter finns listade.

## Bildgalleri

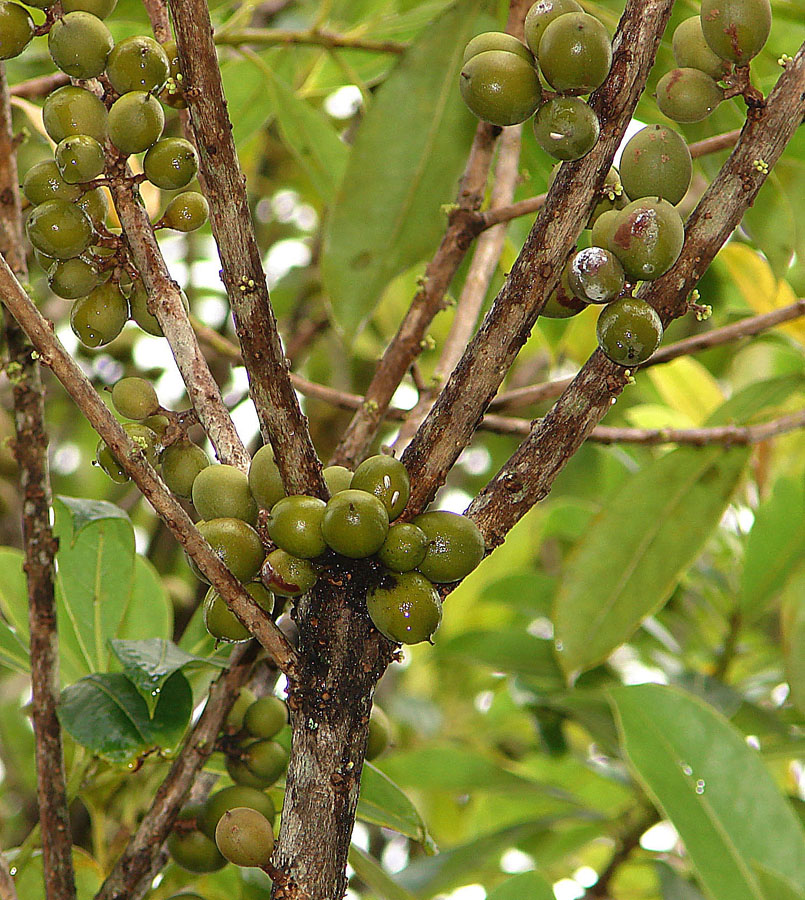